# شهرک عیسی
شهرک عیسی (به عربی: مدینة عیسی) یکی از شهرهای کشور بحرین است، که در استان وسطی واقع شده است.